# Cotinus obovatus
Cotinus obovatus es una especie del género Cotinus, árboles del humo, que se encuentra dentro de la familia Anacardiaceae.

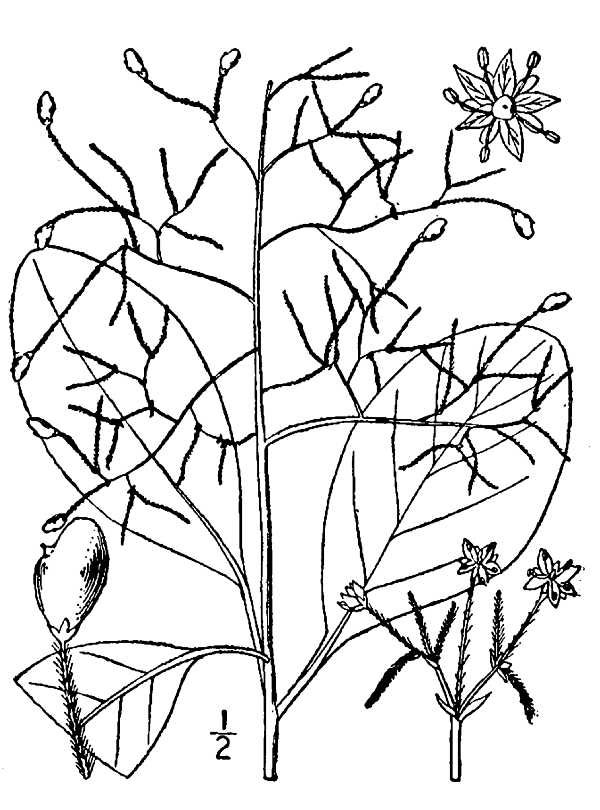
Cotinus obovatus

## Descripción
Son grandes arbustos o árboles de pequeño porte, que puede alcanzar en cultivo de 4 a 6 m, con la corteza grisácea que se escama con la edad y las ramitas algo anaranjadas. 
Las hojas son caducas, alternas, forma obovada simple, de 7,5 a 15 cm de longitud, con la base cuneada y el ápice redondeado. Son de color verde oscuro o bronceadas, algo pubescentes en el envés cuando jóvenes. Pecíolo de 1,5 a 3,5 cm de largo. En el otoño las hojas toman coloraciones rojizas y amarillentas
Las flores se arraciman en panículos terminales grandes y cónicos, de 15 a 30 centímetros con flores verdosas de pequeño tamaño, que cuando abortan forman un penacho grisáceo mullido largo con el aspecto que se asemeja a una nube de humo sobre la planta, de la cual deriva el nombre. 
El fruto es una drupa pequeña con una sola semilla. Clasificado a menudo en género Rhus en el pasado, se diferencia de ellas por las hojas que son simples (no pinnadas) y las cabezas florales mullidas, con apariencia de nube de humo.

## Hábitat
El "árbol del humo americano", (American smoketree) (Cotinus obovatus, sin. Rhus cotinoides Nutt. ex Torr. & A.Gray) es nativo del sudeste de Estados Unidos, desde Tennessee por el sur a Alabama y por el oeste hasta el este de Texas. 

## Cultivo y usos
En su cultivo es mejor que tengan suelos secos, e infértiles, lo que hace que sean más robustos, crezcan más y también mejora el color de las hojas en el otoño; cuando están plantados en suelo fértil, llegan a ser grandes, gruesos, pero acorta su periodo de vida, sucumbiendo a la enfermedad del verticillium. Ambas especies pueden ser cortadas a principios de la primavera, para producir vástagos, producen entonces varetas el primer año de hasta 2 m de alto con las hojas grandes y hermosas, pero ningún "humo".

## Taxonomía
El género fue descrito por Constantine Samuel Rafinesque y publicado en Autikon Botanikon 82. 1840.
Etimología
Cotinus, nombre genérico que es el nombre griego para arbusto. 
Obovatus, epíteto del latín que significa "obovado", por sus hojas. 
Sinonímia:

- Cotinus americanus Nutt.
- Cotinus cotinoides Britt.
- Cotinus retusus Raf.
- Rhus cotinoides Nutt. ex Chapm.

Variedades
Algunas de sus variedades más conocidas :
- Cotinus dummeri 'Grace' es un híbrido Cotinus coggygria en Cotinus obovatus
- Cotinus obovatus 'Flame' hojas anaranjadas